# 一関市営バス
一関市営バス（いちのせきしえいバス）は、岩手県一関市が運行するコミュニティバス・廃止代替バス。一関地域（旧一関市域）で運行する「なの花バス」のほか、市町村合併により旧町村から引き継いだ町村営バスを各地域で運行している。

## 運賃・乗車券類（共通）
- 市町村合併による運行開始当初は、地域により運賃の扱いが異なっていたが、2017年4月1日より市内全域で下記の通り均一運賃へ統一された。
- 運賃は、大人300円、小学生100円、未就学児は無料。障害者運賃は3分の2割引となる。
- 運賃の支払い方法は、現金、回数券、PayPayの3種類である。

## なの花バス（一関地域）
- 分類はコミュニティバスである。
- 2020年3月までは岩手県交通（一関営業所）に運行委託し、専用車両（緑ナンバー）を使用していた。一時期は子会社の早池峰バスに委託していた。
- 同年4月からは運行形態を道路運送法に基づく自家用有償旅客運送に変更。専用車両を再登録して市が所有する自家用自動車（白ナンバー）にしたほか、トヨタ・ハイエースを導入し、運転業務を地元のタクシー会社などに委託している。

### 長倉・霜後コース
月曜・木曜のみ運行
- 一ノ関駅前 - 大町通 - 磐井南光病院前 - 一関一高前 - 一関市役所前 - 高梨 - 谷起島西方 - 上大桑 - 霜後公民館前 - 竹沢 - 渓泉閣前 - 竹沢 - 峠（ - 広面 - 長倉 - 立石）
  - 達古袋地区はデマンド型乗合タクシー運行のため、峠 - 立石は区間運休中。

### 小猪岡・山谷コース
水曜・金曜のみ運行（季節により運行コースが異なる）
- （夏季：4月 - 11月）：一ノ関駅前 - 大町通 - 磐井南光病院前 - 一関一高前 - 一関市役所前 - 山根公民館前 - 沖野々 - 駒形根神社前 - 深立目公民館前 - 山谷 - 小猪岡ミーティングハウス前 - 青笹
- （冬季：12月 - 翌年3月）：一ノ関駅前 - 大町通 - 磐井南光病院前 - 一関一高前 - 一関市役所前 - 山根公民館前 - 沖野々 - 駒形根神社前 - 入道 - 山谷 - 小猪岡ミーティングハウス前 - 青笹

### 峠・番台コース
火曜・木曜のみ運行（季節により運行コースが異なる）
- （夏季：4月 - 11月）：一ノ関駅前 - 上の橋通り- 一関一高前 - 日照 - 磐井南光病院前 - 千歳橋 - 番台 - 小塚 - 小戸 - 外川久保 - 原沢 - 峠
- （冬季：12月 - 翌年3月）：一ノ関駅前 - 上の橋通り- 一関一高前 - 日照 - 磐井南光病院前 - 千歳橋 - 番台 - 小塚 - 小戸 - 外川久保 - 水上 - 峠
  - 舞川地区はデマンド型乗合タクシー運行のため、全区間運休中。

### 弥栄・藤ノ沢コース
火曜・金曜のみ運行（季節により運行コースが異なる）
- （夏季：4月 - 11月）：一ノ関駅前 - 上の橋通り- 一関一高前 - 日照 - 磐井南光病院前 - 山田 - 藤ノ沢 - 弥栄公民館前 - 茄子沢 - 丑子畑東 - 中山 - 鶴巻 - 内ノ目
- （冬季：12月 - 翌年3月）：一ノ関駅前 - 上の橋通り- 一関一高前 - 日照 - 磐井南光病院前 - 山田 - 藤ノ沢 - 弥栄公民館前 - 茄子沢 - 鶴巻 - 中山

### 栃倉・川台コース
月曜・木曜のみ運行
- 一ノ関駅前 - 大町通 - 磐井南光病院前 - 一関一高前 - 一関市役所前 - 下黒沢 -  修紅短大前 - 川台中央公民館前 - 上大桑 - 峯前 - 清水川橋（ - 八森 - 栃倉）
  - 達古袋地区デマンド型乗合タクシー運行のため、清水川橋 - 栃倉は区間運休中。

### 外山・宮沢コース
火曜・金曜のみ運行
- 鍋倉 - 長昌寺前 - 一ノ関駅前 - 大町通 - 磐井南光病院前 - 一関一高前 - 竹山 - 一関市役所前 - 館ヶ丘 - 外山
- 上り第1便の折返し運行便のみ、竹山止まり（以前は三神病院行きであった）

### 藤・牧沢コース
月曜・水曜のみ運行
- 一ノ関駅前 - 上の橋通り- 一関一高前 - 日照 - 磐井南光病院前 - 下滝沢公民館前 - 矢ノ目沢 - 柴沢 - 藤

### 萩荘コース
平日毎日運行
- 一ノ関駅前 - 上の橋通り - 下黒沢 - 高梨 - 上黒沢 - 上大桑 - 峯前 - 落合 - 平場 - 赤猪子
  - 2017年4月1日より運行開始。(岩手県交通萩荘線を移管）
  - 2020年4月より停留所名を八森→赤猪子、赤猪子→赤猪子公民館に変更（別位置にある栃倉・川台コースの八森停留所と混同を避けるため）。

## 大東地域

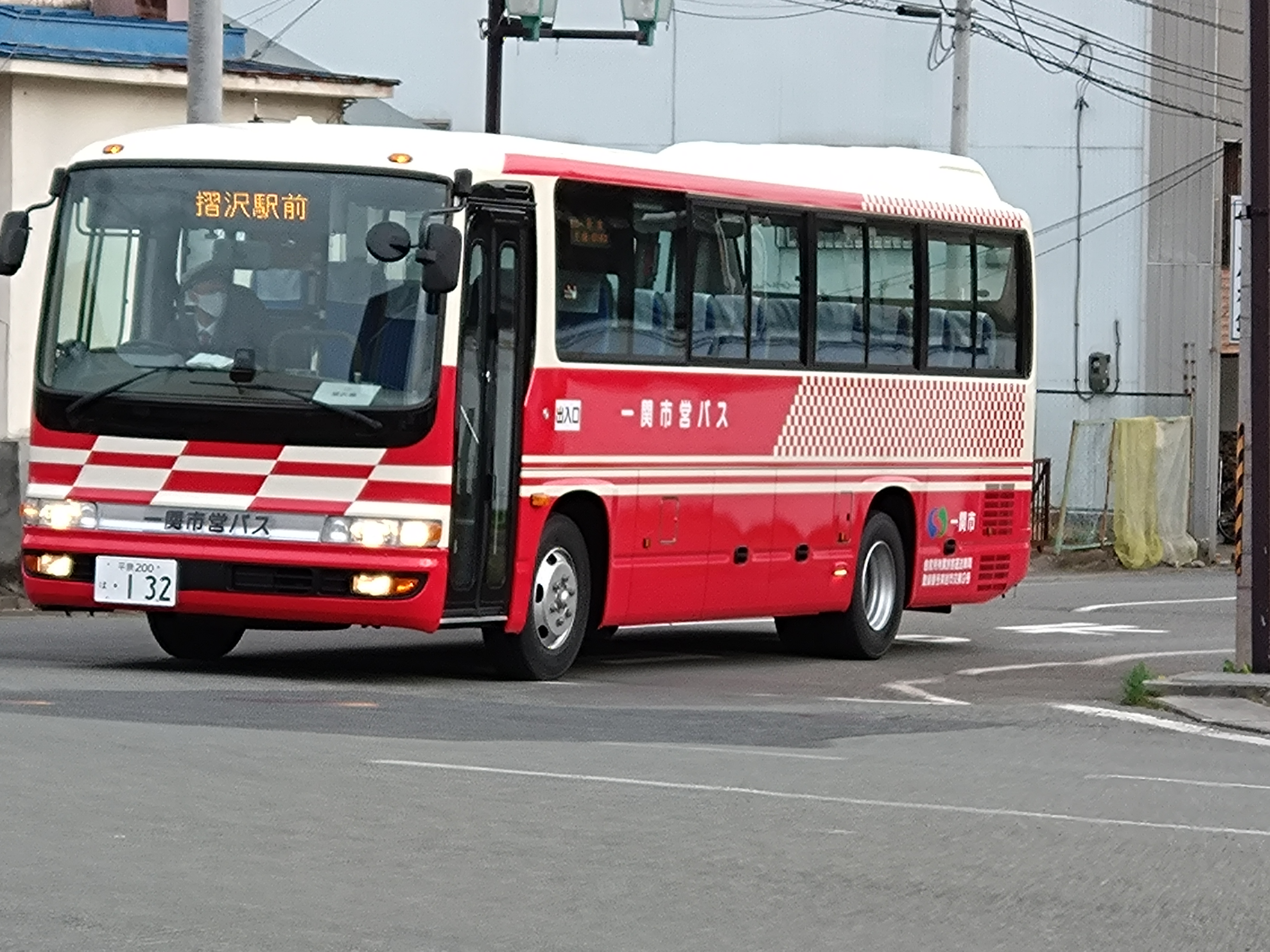
大東地域で使用するいすゞ・ガーラミオ

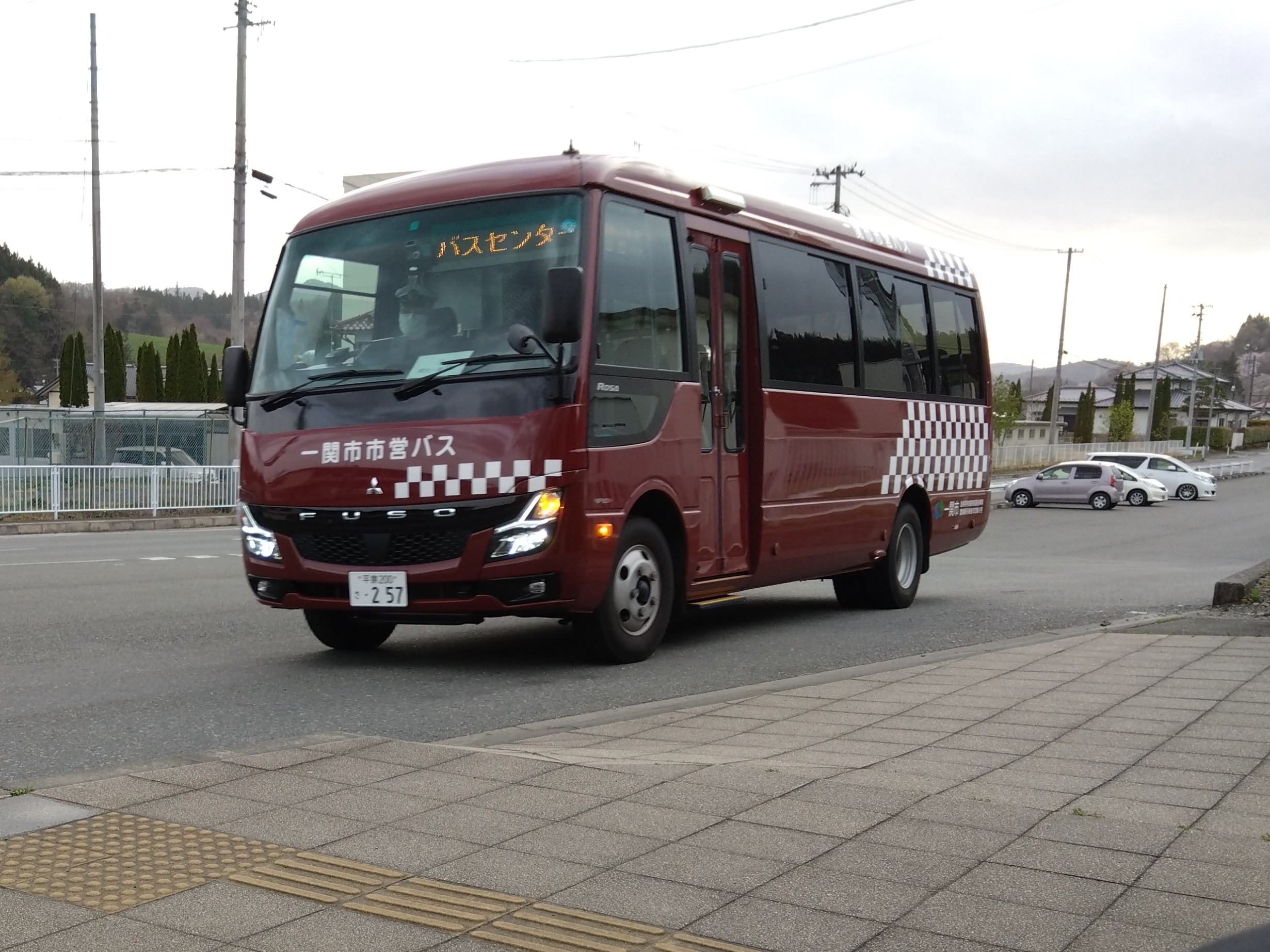
大東地域で使用する三菱ふそう・ローザ

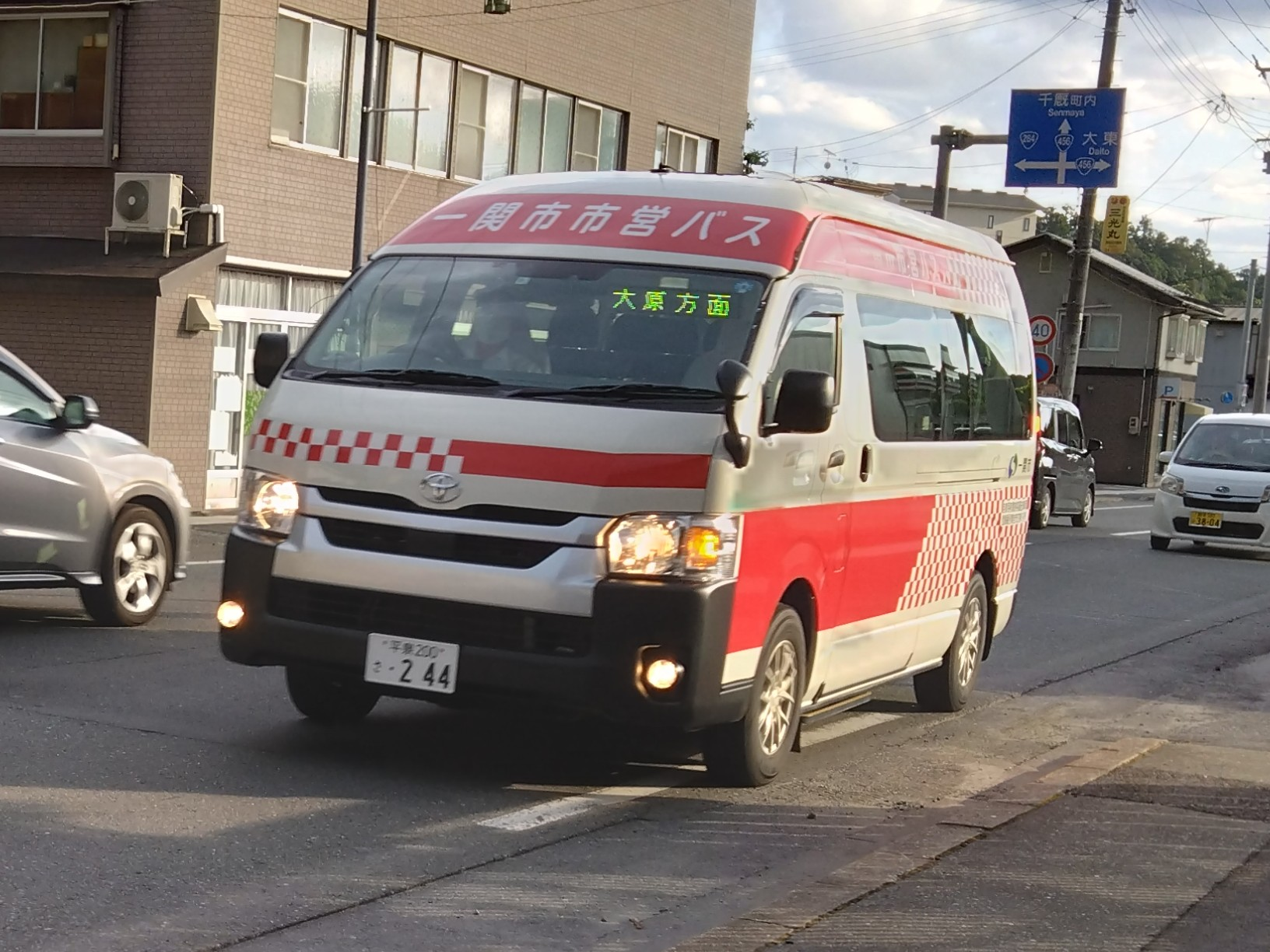
大東地域で使用するトヨタ・ハイエース

### 概要
- 分類は廃止代替バスである[1]。
- 運行形態は、運行開始当時から道路運送法に基づく自家用有償旅客運送である。
- 運転業務は、旧大東町が設立した大東交通サービスに委託。
- 年末年始（12月30日〜１月３日）は特別ダイヤで運行。12月31日及び１月１日は全路線運休。お盆期間は土日祝日ダイヤで運行。
- 運賃は、かつては多区間運賃制を採用していたが、2017年4月1日の全市内での運賃改定により均一運賃に統一された。またかつてはバスカードがあったが廃止され、回数券に統一された。

### 沿革

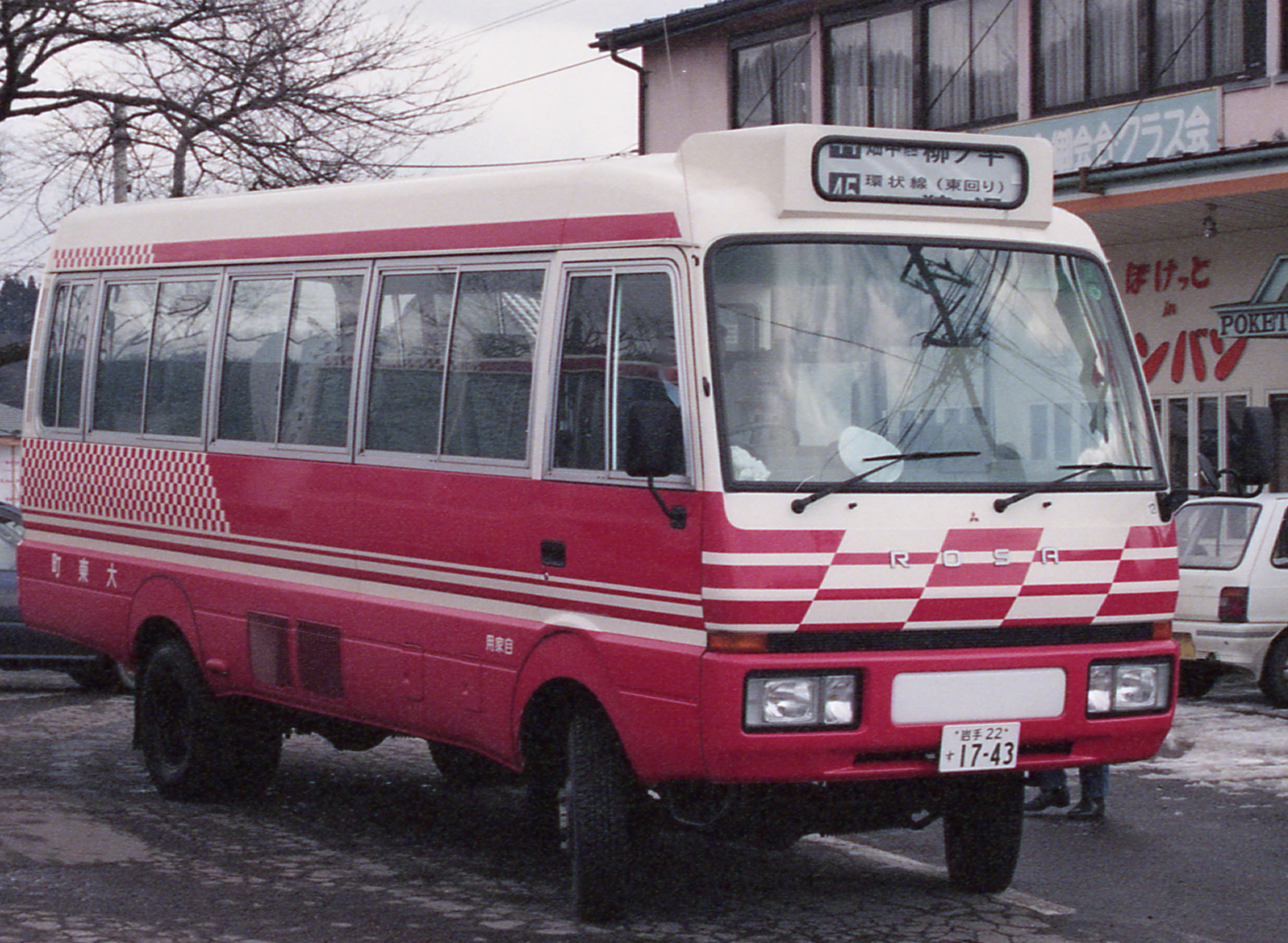
大東町町営バス運行開始当時の車両（1997年）

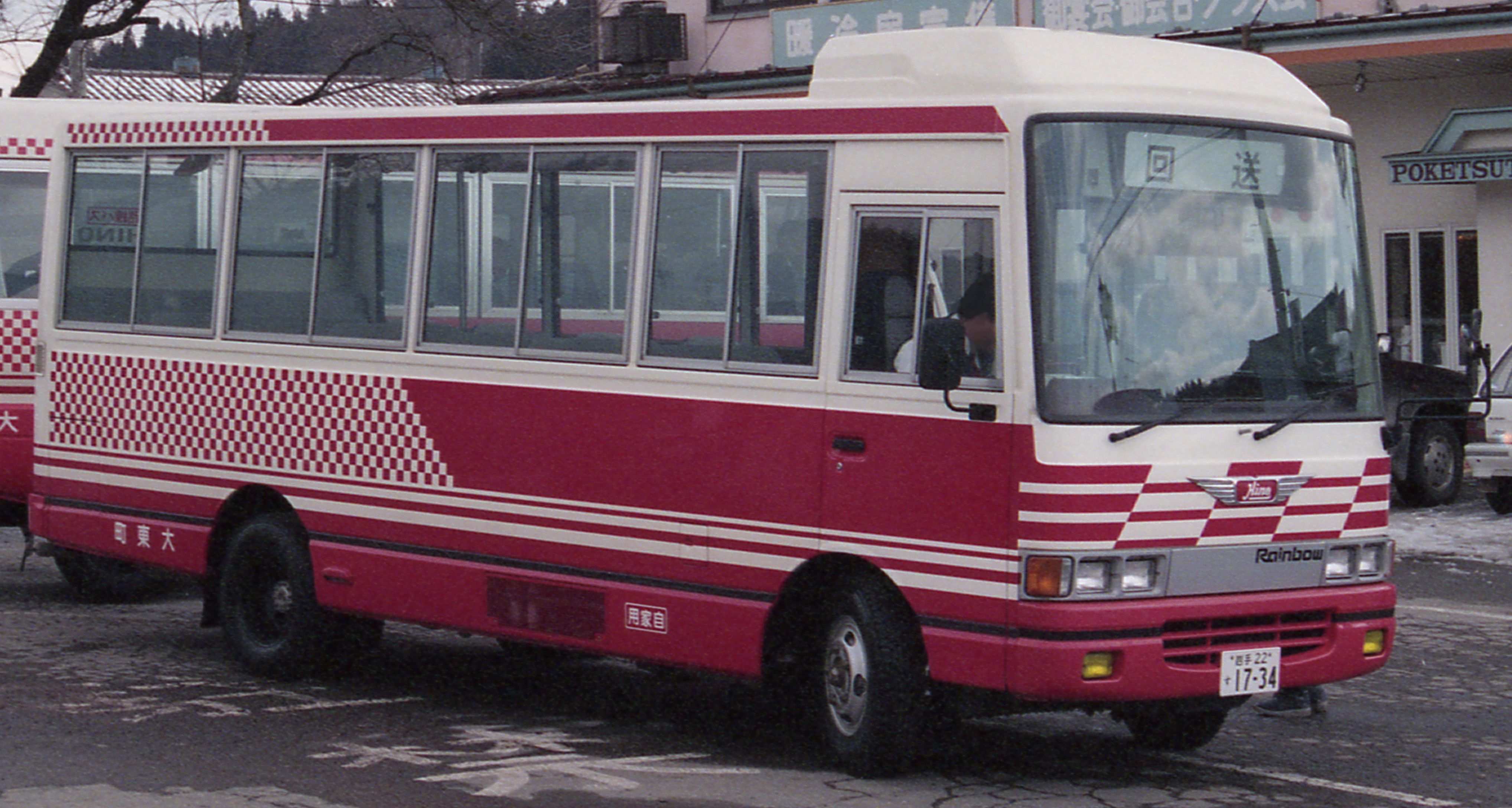
大東町町営バス運行開始当時の車両（1997年）

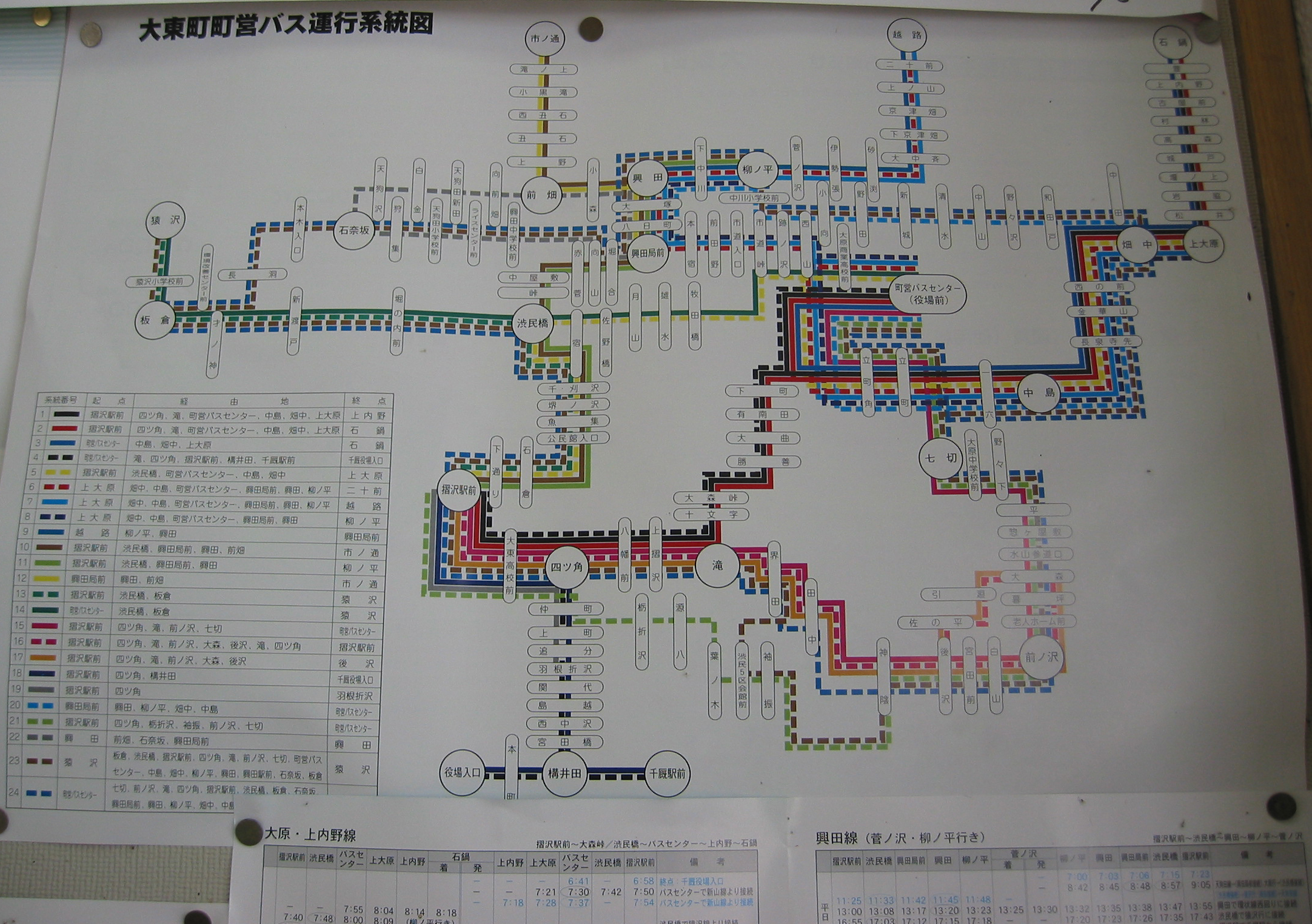
大東町町営バス運行開始当初の運行系統図（1997年）

- 1994年10月1日 - 岩手県交通の一般路線バス廃止を受けて、大東町により大東町町営バスとして運行開始[1]。
- 2005年9月20日 - 大東町の（新）一関市への合併により、一関市に引き継がれる[1]。

### 車両
車両は、市が所有する自家用自動車（白ナンバー）を使用する。2024年4月現在、以下の車両が運用されている。
- いすゞ・ガーラミオ
- 三菱ふそう・ローザ
- トヨタ・ハイエース

### 路線

#### 大原・上内野線
- 摺沢駅前 - 大東バスセンター - 上大原 - 上内野 - 石鍋
- 摺沢駅前 - 渋民橋 - 大東バスセンター - 上大原

#### 大原中川線
- 大東バスセンター - 畑中 - 柳ノ平 - 興田 - 興田局前

#### 新山線
大東バスセンター - 山口会館前 - 新田 - 大久保 - 大東バスセンター（循環）

#### 摺沢・新山線
- 摺沢駅前 - 渋民橋 - 大東バスセンター - 大久保 - 新田 - 山口会館前 - 大東バスセンター

#### 千厩線
- （上大原 - ）大東バスセンター - 摺沢駅前 - 追分 - 羽根折沢 - 千厩病院 - 一関市役所千厩支所

#### 興田線（摺沢駅前〜越路）
- 摺沢駅前 - 渋民橋 - 興田局前 - 興田 - 柳ノ平 - 菅ノ沢 - 越路

#### 興田線（摺沢駅前〜市ノ通）
- 摺沢駅前 - 渋民橋 - 興田局前 - 興田 - 丑石 - 市ノ通

#### 京津畑線
- （上大原 - ）大東バスセンター - 興田局前 - 興田 - 柳ノ平 - 二十前 - 越路

#### 天狗田線
- 興田 - 前畑 - 石奈坂 - 興田局前 - 興田（循環）

#### 曽慶線
- 摺沢駅前 - 後沢 - 前ノ沢 - 大森 - 大東バスセンター
- 摺沢駅前 → 後沢 → 引廻 → 大森 → 前ノ沢 → 後沢 → 摺沢駅前（循環）

#### 曽慶栃折沢線
- 摺沢駅前 - 栃折沢 - 前ノ沢 - 大森 - 大東バスセンター

#### 猿沢線１
- 摺沢駅前 - 渋民橋 - 板倉 - 猿沢 - 新大町裏（4〜11月）／大町裏（12〜3月） - 山滝 - 金取

#### 猿沢線２
- 大東バスセンター - 渋民橋 - 板倉 - 猿沢 - 新大町裏（4〜11月）／大町裏（12〜3月）

#### 興田猿沢線／大東環状線
- 猿沢 - 渋民橋 - 摺沢駅前 - 前ノ沢 - 大東バスセンター - 柳ノ平 - 興田 - 石奈坂 - 猿沢（東回り）
- 大東バスセンター - 前ノ沢 - 摺沢駅前 - 渋民橋 - 板倉 - 石奈坂 - 興田 - 柳ノ平 - 大東バスセンター（西回り）

## 千厩地域

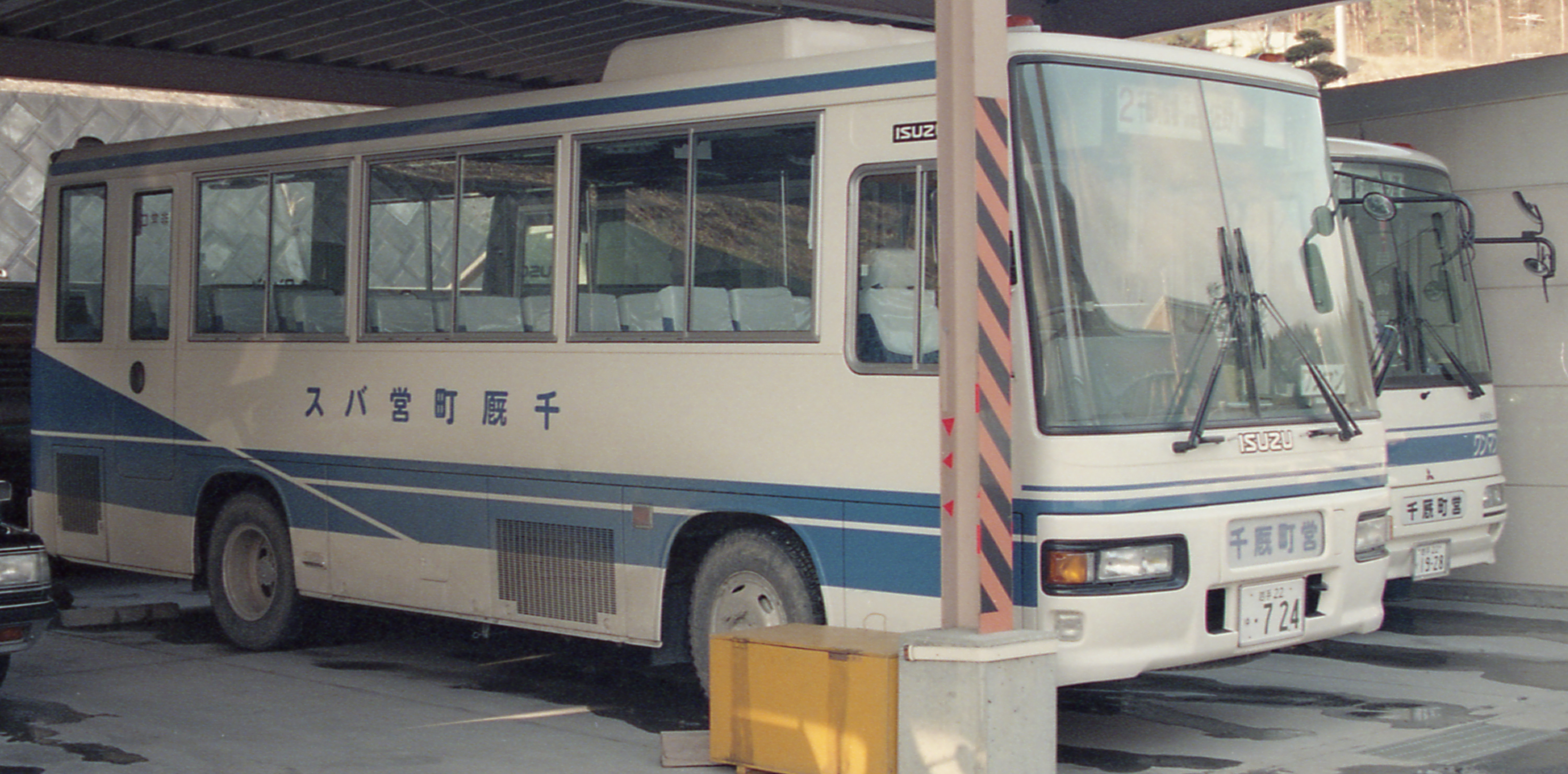
千厩町営バス当時の車両（1997年）

### 概要
- 分類は廃止代替バスである。
- 運行形態は、運行開始当時から道路運送法に基づく自家用有償旅客運送である。
- 車両は、市が所有する自家用自動車（白ナンバー）を使用する。
- 年末年始は全路線が運休となる。

### 沿革
- 1983年3月18日 - 岩手県交通の一般路線バスの廃止代替として、千厩町により千厩町営バス磐清水線（千厩駅前 - 関上9.8km4往復）運行開始。運転業務を千厩タクシーに委託。
- 1985年10月1日 - 町営バス北小梨線（役場 - 室根村佐野13.6km5往復）、南小梨線（役場 - 新地峠下11.2km4往復）の運行開始（岩手県交通矢越線、南小梨線廃止代替）。
  - 運転業務を千厩町タクシー協議会に委託。
- 1986年4月1日 - 磐清水線、中上まで延長（10.4km）。
- 1987年4月1日 - 運転業務を三和交通サービスに委託化。
- 1996年1月30日 - 千厩病院の移転に伴い、千厩病院への乗り入れ開始。
- 1996年4月1日 - 南小梨線、尖ノ森まで延長（14.6km）[2]。
- 2000年4月1日 - 磐清水線、千厩中学校および千厩ショッピングモールエスピアへの乗り入れ開始。
- 2003年5月6日 - 岩手県交通奥玉線の廃止に伴い、町営バス奥玉線の運行開始[3]。
- 2005年9月20日 - 千厩町が新・一関市への合併に伴い、一関市へ引き継ぎ。
- 2020年4月1日 - 岩手県交通千厩花泉線の廃止に伴い、磐清水線が経路・バス停（土橋・摩王）が追加。
- 2022年3月31日 - デマンド型乗合タクシーの本格運行に伴い、奥玉線・北小梨線・南小梨線が廃止[4]。

### 路線

#### 磐清水線
- 千厩中学校 - 千厩病院 - 千厩駅前 - 千厩支所入口 - エスピア - 摩王 - 八ツ尾沢 - 松森 - 萩生田 - 関上 - 中上

## 花泉地域

### 概要
2023年10月1日からデマンド型乗合タクシーの試験導入開始に伴い、永井1線、永井2線、永井3線、永井4線を除く路線を運行休止した。
- 分類はコミュニティバスである。
- 旧・花泉町福祉バス利用者は100円。（障害者は3分の２割引）
- 車両は自治体所有車で、運転業務を花泉タクシーに委託。
- 車両は、低床バス（青）、マイクロバス（緑）、ワゴン車（クリーム）の３種類がある。
- 無料福祉バスを有料化・路線拡張したもので、花泉駅近隣の各個人病院にバス停がある。
- 各路線週1、2日、午前と午後に運行。
- 年末年始、土日祝日は全路線運休。

### 沿革
- 2012年3月12日 - 旧・花泉町地域で、一関市営バス（花泉）として運行開始。

### 路線

#### 永井1線
- 花泉支所 → 東永井公民館前 → 大森公民館前 →  JA高倉倉庫前 → 一本木 → 道下 →JA花泉支店前 → 花泉駅前 → 花泉支所
  - 火・金曜日のみの運行。
  - マイクロバス（緑）での運行。

#### 永井2線
- 花泉支所 → JA永井支店前 → 高倉コミュニティセンター前 → 西狼ノ沢 → 道下 → JA花泉支店前 → 花泉駅前 → 花泉支所
  - 月・木曜日のみの運行。
  - マイクロバス（緑）での運行。

#### 油島・涌津線
- 花泉支所 → 上築道 → 油島駅前 → 日向平 → 白浜会館前 → 涌津市民センター前 → 道下 → JA花泉支店前 → 花泉駅前 → 花泉支所
  - 火・木曜日のみの運行。
  - 火曜日は低床バス（青）、木曜日はマイクロバス（緑）での運行。
  - 涌津・油島線とは別路線。

#### 油島線
- 花泉駅前 → 花泉支所 → 大石沢 → 猪岡屯所前 → 蝦島コミュニティセンター入口 → 油島駅前 → 道下 → 花泉駅前 → 花泉支所
  - 月・水曜日のみの運行。
  - ワゴン車（クリーム）での運行。

#### 涌津・油島線
- 花泉駅前 → 花泉支所 → 涌津市民センター前 → 北ノ沢 → 堤下公民館前 → 道下 → JA花泉支店前 → 花泉駅前 → 花泉支所
  - 水・金曜日のみの運行。
  - ワゴン車（クリーム）での運行。
  - 油島・涌津線とは別路線。

#### 花泉1線
- 花泉支所 → 花泉駅前 → 阿惣沢 → 横海道 → 山舘前 → 花泉保育園前 → 花夢パル前 → 道下 → ＪＡ花泉支店前 → 花泉駅前 → 花泉支所
  - 月・水曜日のみの運行。
  - マイクロバス（緑）での運行。

#### 花泉2線
- 花泉支所 → 花泉駅前 → 花泉市民センター前 → 小山沢屯所前 → 花泉保育園前 → 郷ノ里 → 花泉駅前 → 道下 → JA花泉支店前 → 花泉支所
  - 火・木曜日のみの運行。
  - 低床バス（青）での運行。

#### 金沢・花泉線
- 花泉支所 → 花泉駅前 → 郷ノ目 → 飯倉 → 五合田 → 駒場団地前 → 清水原駅前 → 郷ノ里 → 花泉駅前 → 道下 → 花泉図書館前 → 花泉支所
  - 月・木曜日のみの運行。
  - 低床バス（青）での運行。

#### 金沢1線
- 花泉支所 → 花泉駅前 → 郷ノ目 → 内沢集落公民館前 → 内沢 → 菅ノ平公民館前 → 石名坂 → 飯倉 → 郷ノ里 → 花泉駅前 → 道下 → 花泉支所
  - 火曜日のみの運行。
  - マイクロバス（緑）での運行。

#### 金沢2線
- 花泉支所 → 花泉駅前 → 恵比須沢 → 中山集落センター前 → 刈生沢コミュニティセンター前 → 大森 → 内沢 → 花泉駅前 → 道下 → 花泉支所
  - 月・水曜日のみの運行。
  - 低床バス（青）での運行。

#### 日形・老松線
- 花泉支所 → 上通 → 町裏 → 田ノ沢 → 宮沢公民館前 → 老松市民センター前 → 道下 → JA花泉支店前 → 花泉駅前 → 花泉支所
  - 水・金曜日のみの運行。
  - 水曜日はマイクロバス（緑）、金曜日は低床バス（青）での運行。

#### 日形線
- 花泉駅前 → 花泉支所 → 花泉図書館前 → 小野 → 中神集落公民館前 → 中通 → 中要害堤 → 道下 → 花泉図書館前 → 花泉駅前 → 花泉支所
  - 火・木曜日のみの運行。
  - ワゴン車（クリーム）での運行。

#### 永井・老松線
- （午前）花泉支所 → 金華山 → 白崖 → 川ノ口 → 六角堂前 → 老松市民センター前 → 道下 → JA花泉支店前 → 花泉駅前 → 花泉支所
- （午後）花泉支所 → 老松市民センター前 → 六角堂前 → 川ノ口 → 白崖 → 金華山 → 道下 → JA花泉支店前 → 花泉駅前 → 花泉支所
  - 水・金曜日のみの運行。
  - 水曜日は低床バス（青）、金曜日はマイクロバス（緑）での運行。

#### 永井3線
- 花泉駅前 → 花泉支所 → 花泉図書館前 → JA永井支店前 → 内ノ目 → 一本木 → 南小茂 → 道下 → 花泉図書館前 → 花泉駅前 → 花泉支所
  - 月・木曜日のみの運行。
  - ワゴン車（クリーム）での運行。

#### 老松・日形線
- 花泉駅前 → 花泉支所 → 大祥寺入口 → 御嶽山 → 払田 → 大堤前 → 四日市場 → 郷ノ里 → 花泉駅前 → 道下 → JA花泉支店前 → 花泉支所
  - 火曜日のみの運行。
  - ワゴン車（クリーム）での運行。

#### 永井4線
- 花泉支所 → JA永井支店前 → 高倉公民館前 → 高倉コミュニティセンター前 → 大滝公民館前 → 白崖 → 道下 → 花泉駅前 → 花泉支所
  - 金曜日のみの運行。
  - 低床バス（青）での運行。

#### 涌津線
- 花泉駅前 → 花泉支所 → 花泉図書館前 → 沼畑 → 白浜 → 吉田公民館前 → 道下 → 花泉図書館前 → JA花泉支店前 → 花泉駅前 → 花泉支所
  - 金曜日のみの運行。
  - ワゴン車（クリーム）での運行。

#### 永井5線
- 花泉駅前 - 金華山 - 一本木 - JA永井支店前 - 旧永井小学校前 - 地蔵車 - 九千沢
  - 2018年4月3日 - 岩手県交通が運行していた九千沢線（現：一関花泉線）の涌津下町 - 九千沢間が廃止になったことに伴って、代替の交通手段を確保するために当路線の運行を開始。
  - 火・木曜日のみの運行。
  - ワゴン車（クリーム）での運行。

## 藤沢地域

### 沿革
- 2018年4月1日 - 一関市藤沢町で、市営バス（藤沢）として運行開始。
  - 分類は廃止代替バスである。年末年始は運休。
- 2020年4月1日 - 岩手県交通千厩花泉線および大籠線の廃止に伴い、市営バス（藤沢）千厩花泉線、市営バス（藤沢）大籠線の運行開始。

### 路線

#### 藤沢一関線
- 一ノ関駅前 - 桜町中学校前 - 磐井南光病院 - 狐禅寺 - 千歳橋 - 番台 - 陸中門崎駅口 - 薄衣 - 農村女性の家前 -（ 二日町 ）- 散臣長根 - 藤沢 - 藤沢小学校前
  - 2018年4月1日、岩手県交通が運行していた藤崎線の廃止代替バスとして運行開始。
    - 運行経路、バス停は、旧藤崎線と同じ。丑沢 - 如来地、漆崎 - 天神橋はフリー乗降区間。

  - 年末年始はすべて運休。
  - 2020年4月1日、藤沢小学校前行2便において経路変更。磐井南光病院付近、陸中門崎駅口付近が不経由、藤沢地域内黄海地区経由となる。

#### 千厩花泉線
- 千厩病院 - 千厩駅前 - 東小田 - 関田橋 - 藤沢病院 - 二日町 - 七日町 - 日形 - 花泉駅
  - 2020年4月1日、岩手県交通が運行していた千厩花泉線の廃止代替バスとして運行開始。
  - 運行経路・バス停は、千厩駅前 - 関田橋区間が旧千厩花泉線と変わり、旧大籠線の経路・バス停となった。
    - 花泉駅前行1便は割山発、千厩病院行2便藤沢病院発となっている。

  - 土曜日は1便と4便のみの運行。日曜日・祝祭日・年末年始はすべて運休。

#### 大籠線
- 千松 - 大籠教会前 - 高金 - 宇和田 - 保呂羽 - 早道 - 藤沢病院
  - 2020年4月1日、岩手県交通が運行していた大籠線の廃止代替バスとして運行開始。
  - 運行経路・バス停が大きく変わり、藤沢 - 千厩区間が無くなった。
    - 保呂羽地区内が広域農道（市道）、県道藤沢津谷川線経由となった。

  - 土曜日は1便のみの運行。日曜日・祝祭日・年末年始はすべて運休。

## 休廃止路線

### 川崎弥栄地域

#### 概要
- 分類はコミュニティバスである。
- 各コース週2日、それぞれ決まった日に運行。
- 年末年始、土日祝日は全コース運休。
- 2023年4月1日、デマンド型乗合タクシーの試験導入開始により、全路線を運行休止した。

#### 路線

##### 上巻・畑の沢コース
- 川崎支所 → 巻畑公民館前 → 上巻 → 養地 → 畑の沢 → 21P → 川崎農業活性化センター → 道の駅 → 薄衣 → 川崎弥栄診療所 → 川崎支所
- 川崎支所 → 21P → 川崎農業活性化センター → 道の駅 → 上巻 → 養地 → 畑の沢 → 21P → 川崎農業活性化センター → 道の駅 → 川崎支所
  - 月・水曜日のみの運行。

##### 妻神・神平コース
- 川崎支所 → 銚子公民館前 → 門崎駅 → 布佐公民館 → 風呂 → 官紅公民館 → 神平 → 薄衣 → 21P → 川崎農業活性化センター → 道の駅 → 川崎支所
- 川崎支所 → 21P → 道の駅 → 銚子公民館前 → 門崎駅 → 布佐公民館 → 神平 → 薄衣 → 21P → 川崎農業活性化センター → 道の駅 → 川崎支所
  - 火・木曜日のみの運行。

##### 外山・所萱コース
- 川崎支所 → 笠松 → 三島 → 野手貝 → 平松 → 柳 → 萩新田 → 舘萩公民館 → 所萱 → 松朝観世音前 → 外山屯所前 → 21P → 道の駅 → 川崎支所
- 川崎支所 → 道の駅 → 笠松 → 三島  → 野手貝 → 柳 → 萩新田 → 舘萩公民館 → 所萱 → 松朝観世音前 → 外山屯所前 → 21P → 道の駅 → 川崎支所
  - 火・金曜日のみの運行。

##### 石畑・赤柴コース
- 川崎支所 → 須崎 → 柳沢 → 大平 → 塞の神 → 石畑 → 高野 → 農村女性の家前 → 泉沢 → 21P → 川崎農業活性化センター → 道の駅 → 川崎支所
- 川崎支所 → 薄衣 → 道の駅 → 須崎 → 柳沢 → 大平 → 塞の神 → 石畑 → 高野 → 農村女性の家前 → 泉沢 → 21P → 道の駅 → 川崎支所
  - 水・金曜日のみの運行。

##### 弥栄コース
- 川崎支所 → 茄子沢 → 内の目 → 運南田 → 蕎麦沢 → 中山 → 弥栄農村センター前 → 弥栄本郷 → 大奈良 → 21P → 道の駅 → 薄衣 → 川崎支所
- 川崎支所 → 21P → 道の駅 → 茄子沢 → 内の目 → 鶴巻 → 中山 → 弥栄農村センター前 → 弥栄本郷 → 大奈良 → 21P → 道の駅 → 川崎支所
  - 月・木曜日のみの運行。

### 室根地域

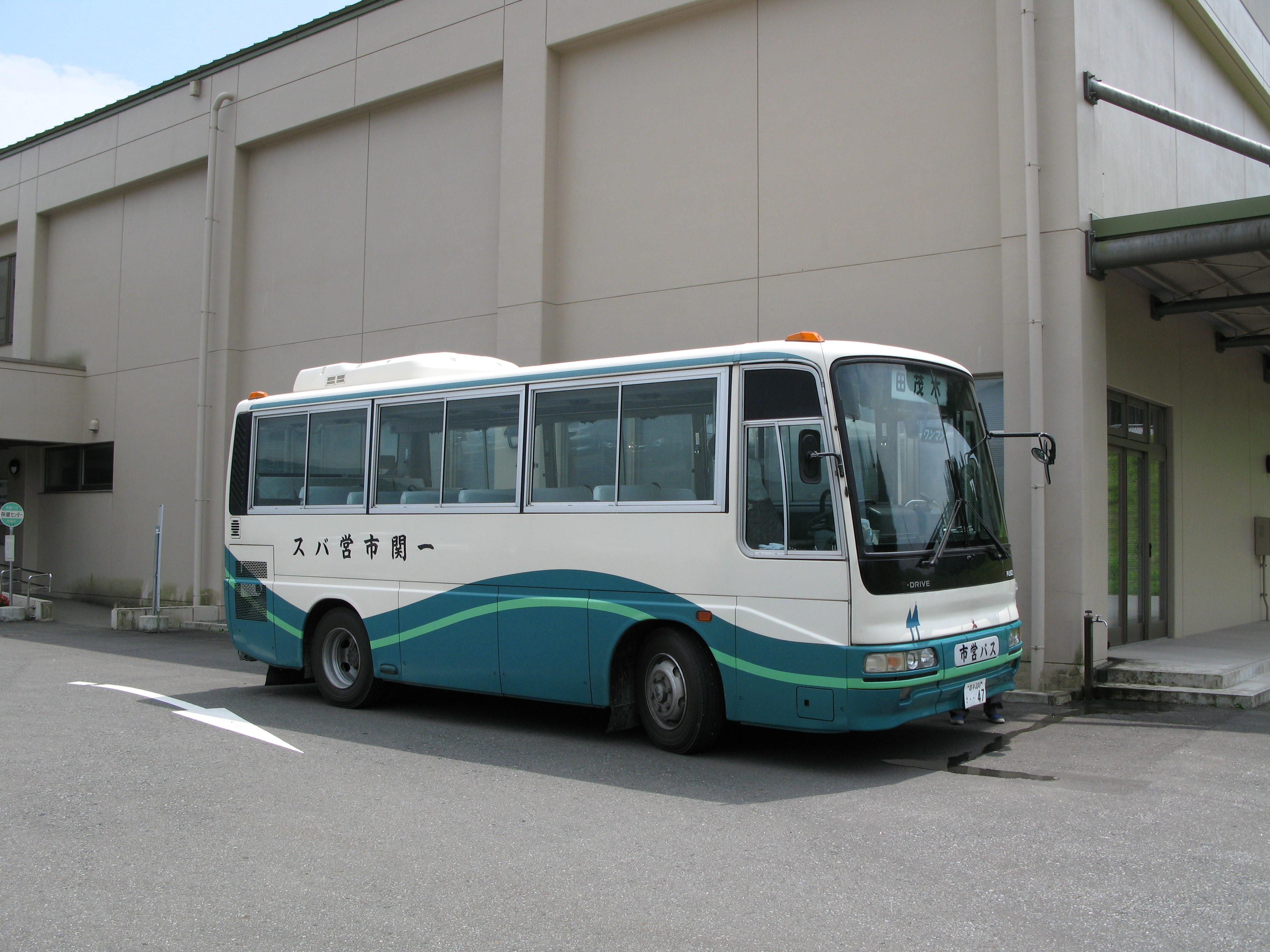
一関市営バス室根地域の車両（室根村営バス当時から使用）

#### 概要
- 分類は廃止代替バスである。
- 運行形態は、運行開始当時から道路運送法に基づく自家用有償旅客運送である。
- 運転業務は、室根タクシーに委託する。
- 車両は、市が所有する自家用自動車（白ナンバー）を使用する。
- 2023年5月1日、全路線を廃止しデマンド型乗合タクシーへ移行した。

#### 沿革
- 1985年4月1日 - 宮城交通の一般路線バスの廃止代替として、室根村により室根村営バスとして運行開始。
  - 当時は、折壁 - 津谷川間の1路線のみであった。
- 2004年6月1日 - 村の患者輸送車を村営バスに統合。
- 2005年9月20日 - 室根村の（新）一関市への合併により、一関市に引き継がれる。
- 2018年5月2日 - 道の駅むろねを中心に2コースの運行に再編。保健センター発着便を道の駅むろね発着に変更。
- 2023年5月1日 - デマンド型乗合タクシー導入により、全路線を廃止。

参考文献：『室根村史』、鈴木文彦『岩手のバス いま むかし』株式会社クラッセ発行

#### 廃止直前の路線

##### 津谷川・矢越線
- 道の駅むろね行き
  - 1便 本宿 → 竹野下 → 曲谷 → 関取場 →西小前 →矢越駅
  - 2便 両国橋 → 本宿 → 竹野下 → 曲谷 → 宿 → 小松 → 宿 → 関取場 → 旧西小前 → 矢越駅 → 室根支所入口 → 保健センター → 道の駅むろね
  - 3便 本宿 → 竹野下 → 曲谷 → 関取場 →旧西小前 → 矢越駅 → 室根支所入口 → 保健センター → 道の駅むろね
  - 4便・5便 両国橋  → 本宿 → 竹野下 →曲谷 → 関取場 → 旧西小前 → 矢越駅 → 室根支所入口 → 保健センター →  道の駅むろね
- 津谷川行き
  - 1便 矢越駅 → 旧西小前 → 関取場 → 曲谷 → 竹野下 → 本宿 → 両国橋
  - 2便 道の駅むろね → 室根支所入口 → 矢越駅 → 旧西小前 → 関取場 → 曲谷 → 竹野下 → 本宿
  - 3便・4便 道の駅むろね → 室根支所入口 → 矢越駅 → 旧西小前 → 関取場 → 宿 → 小松 → 宿 → 曲谷 → 竹野下 → 本宿
  - 5便 道の駅むろね → 保健センター → 室根支所入口 → 矢越駅 → 旧西小前 → 関取場 → 宿 → 小松 → 宿 → 曲谷 → 竹野下 → 本宿

##### 田茂木線
- 道の駅むろね → 保健センター（2便のみ） → 室根支所入口 → 折壁駅前 → チャコヤ前 → 小田屋敷 → 蟻塚入口 → 松寿院前 → 室根支所入口 → 保健センター → 道の駅むろね